# New Ballard スコア
New Ballard スコア（ニューバラードスコア、New Ballard Score）は、広く使用される出生時在胎週数の評価手法。1979年にシンシナティ大学医学部の小児科・産婦人科名誉教授である Jeanne L Ballard 博士が考案し、1991年に改訂された。
この評価法では、さまざまな基準に点数をつけ、その点数の合計で新生児の出生時在胎週数を推定する。これらの基準は、神経学的所見と身体的成熟度に分けられる。このスコアリングにより、在胎20週から44週までを推定できる。
胎児が成熟する過程で受ける子宮内の変化に着目する。神経学的所見が主に筋緊張に依存するのに対し、身体的成熟度は解剖学的な変化に依存する。早産児は生理的に筋緊張低下を呈し、成熟とともに筋緊張がしっかりしてくる。

## 神経学的所見
1. 姿勢：筋緊張は安静時の姿勢に反映される。成熟するにつれて伸展位から屈曲位に移行する。安静時の屈曲は、求心性に進行し、下肢が上肢に先行する。
2. 手の前屈角（手首）：手首の柔軟性と伸筋の伸展に対する抵抗により、手首の前屈角（手背を愛護的に押したときの手掌と前腕がなす手関節の角）が決まる。90度超から 0度へと、手首の前屈角は成熟とともにに減少する[2]。
3. 腕の反跳：上肢を伸展させた後の反動の角度を測定することで、上腕二頭筋の受動的な屈筋の緊張を調べる。児を仰臥位とし、検者は片手を乳児の肘の下に置いて、乳児の手を取って支え、検者は肘を短時間屈曲させ、次に腕を一瞬伸展させてから離す。前腕が屈曲に戻る際の、前腕と上腕がなす肘の角度を記録する。180度から 90度未満へと、反動角は成熟とともに減少する。
4. 膝窩角：下肢の伸展に対する抵抗を調べることで、膝伸筋の受動的な屈筋の緊張を調べる。児を仰臥位とし、膝を曲げて大腿を腹部にそっと置く。検査者は片手で足の側面を優しくつかみ、もう片方の手で大腿の側面を支える。抵抗が認められるまで下肢を進展し、大腿と下腿がなす膝関節の角を測定する。
5. スカーフ徴候：肩甲帯の屈筋群の受動的な緊張を調べる。児を仰臥位とし、検査者は児頭を正中位に固定し、片手で乳児の手を持ち、胸上部を横切らせる。もう一方の手の親指は、乳児の肘に置く。抵抗を感じながら、肘を胸の上でやさしく引っ張る。
6. 踵耳徴候：股関節屈筋群後部の受動的な屈筋の緊張を調べる。乳児を仰臥位とし、屈曲した下肢をベビーベッドの上で静止させる。検査者は、片手で乳児の大腿部を体に沿って横方向に支える。もう片方の手で児の足の両脇をつかみ、同側の耳に向かって引っ張る。骨盤帯屈筋群後部の伸展に対する大きな抵抗を感じる踵の位置を記録する。

## 身体的成熟度
以下のような解剖学的特徴から、身体的成熟度を評価する。
医師国家試験では、「111B29 正期産児より早産児にみられる所見はどれか（答：うぶ毛が多い）」などとして出題される。
|             | −1                                 | 0                                  | 1                                         | 2                                         | 3                                        | 4                                  | 5                    |
| ----------- | ---------------------------------- | ---------------------------------- | ----------------------------------------- | ----------------------------------------- | ---------------------------------------- | ---------------------------------- | -------------------- |
| 皮膚        | 粘着性 もろい 透明                 | ゼラチン状 赤い 半透明             | なめらか ピンク 静脈みえる                | 表面剥奪 発疹 静脈わずかにみえる          | ひびわれ 部分的蒼白 静脈ほとんどみえない | 羊皮紙様 深いひびわれ 静脈みえない | 皮革様 ひびわれ しわ |
| 胎毛        | なし                               | まばら                             | 豊富                                      | うすい                                    | 無毛部あり                               | 大部分が無毛                       |                      |
| 足底表面    | 踵からつま先 40–50mm：−1 <40mm：−2 | 踵からつま先 >50mm しわなし        | かすかな赤い線                            | 前部を横断するしわのみ                    | 前 2/3 にしわ                            | 足底全体のしわ                     |                      |
| 乳房        | 認知できない                       | わずかに認知できる                 | 平坦な乳輪 乳腺芽はなし                   | 点刻状の乳輪 1–2mmの乳腺芽                | 隆起した乳輪 3–4mmの乳腺芽               | 完全な乳輪 5–10mmの乳腺芽          |                      |
| 眼 / 耳     | 眼瞼の癒着 緩く：−1 固く：−2       | 眼瞼開いている 耳介平ら 折れたまま | 少し巻きこまれた耳介 柔らかい緩やかに戻る | よく巻き込まれた耳介 柔らかいが即座に戻る | 形づくられて硬い 瞬時に戻る              | 厚い軟骨 耳が硬い                  |                      |
| 生殖器 男児 | 陰嚢が平坦 陰嚢外表なめらか        | 陰嚢が空虚 陰嚢外表かすかなしわ    | 精巣が鼠径管上部 陰嚢外表わずかなしわ     | 精巣が下降中 陰嚢外表少ないしわ           | 精巣が低位置 陰嚢外表かなりのしわ        | 精巣が下垂 陰嚢外表深いしわ        |                      |
| 生殖器 女児 | 陰核が突出 陰唇が平坦              | 陰核が突出 小陰唇が小さい          | 陰核が突出 小陰唇が比較的大きい           | 大陰唇と小陰唇が同程度に突出              | 大陰唇大きい 小陰唇小さい                | 大陰唇が陰核と小陰唇を覆う         |                      |

## スコアリング
元々の Ballard スコアでは、各項目に 0〜5点を付けていたが、超早産児へと拡張した New Ballard スコアでは −2〜5点を付ける。出生時在胎週数は {\displaystyle 24+0.4\times \mathrm {Score} } から求めることができる（次表）。
| 週     | 20  | 22 | 24 | 26 | 28 | 30 | 32 | 34 | 36 | 38 | 40 | 42 | 44 |
| ------ | --- | -- | -- | -- | -- | -- | -- | -- | -- | -- | -- | -- | -- |
| スコア | −10 | −5 | 0  | 5  | 10 | 15 | 20 | 25 | 30 | 35 | 40 | 45 | 50 |